# Тимми Трампет
Тимоти Джуд Смит (англ. Timothy Jude Smith; род. 9 июня 1982, Сидней, Австралия), более известный как Тимми Трампет (англ. Timmy Trumpet) — австралийский диджей и музыкальный продюсер в жанре хаус. Наиболее известен своим синглом 2014 года «Freaks», записанным совместно с новозеландским рэпером Сэведж. Этот сингл получил платиновый статус в Австралии и Новой Зеландии. Также известен своей манерой выступления — играть на трубе во время звучания электронной танцевальной части музыки. На 2021 год занимает 9 место в списке 100 лучших диджеев по версии журнала DJ Magazine.

## Биография
Тимоти Джуд Смит родился в 1982 году в Сиднее и начал играть на трубе в возрасте четырёх лет, изначально посещая Сиднейскую музыкальную консерваторию, где изучал классическую музыку. Его способности предсказывали карьеру в джазе, однако его больше заинтересовала танцевальная музыка. Примерно в 2001 году он создал себе сценический псевдоним «Тимми Трампет» и начал комбинировать свои навыки диджея и трубача, получив звук, привлёкший внимание многих любителей танцевальной музыки.
Тимми Трампет сотрудничал с такими лейблами, как Monstercat, Ministry of Sound, Onelove, Central Station, Neon Underground, Hussle Recordings, Spinnin’ Records, выступал с такими исполнителями, как Armin Van Buuren, Carl Cox, Fedde le Grand, Dizzee Rascal, Fatboy Slim, Stafford Brothers, Swedish House Mafia, Carnage, KSHMR, Vitas, участвовал в крупнейших музыкальных фестивалях, таких как Tomorrowland, Creamfields, Electric Daisy Carnival, #Alfa future people

## Дискография

### Мини-альбомы
| Название | Детали                                                                      |
| -------- | --------------------------------------------------------------------------- |
| Sunrise  | - Релиз: 5 декабря 2009 - Лейбл: Central Station Records - Формат: загрузка |

### Синглы
- 2009 — Sunrise
- 2009 — Nothing Between Us
- 2009 — Sunset
- 2010 — Tromba Ye Ye Ye (feat. KCB)
- 2011 — Trrrumpet
- 2011 — Horny (feat. Tenzin)
- 2012 — Sassafras
- 2012 — Hornpipe Fever (feat. Juan Kidd & Jonathan Ulysses)
- 2013 — Melbournia (feat. Chardy)
- 2013 — Bleed (feat. SCNDL)
- 2013 — Snapback
- 2014 — Freaks (feat. Savage)
- 2014 — The Buzz (feat. New World Sound)
- 2014 — Nightmare
- 2015 — Hipsta (feat. Chardy)
- 2015 — Mantra
- 2016 — Psy or Die (feat. Carnage)
- 2016 — Collab Bro (feat. ANGEMI)
- 2016 — Party Till We Die (feat. MAKJ & Andrew W.K.)
- 2016 — Oracle
- 2017 — Take Your Call
- 2017 — Al Pacino (feat. Krunk!)
- 2017 — Punjabi (feat. Dimatik)
- 2017 — Narco (feat. Blasterjaxx)
- 2017 — Deja-Vu (feat. Savage)
- 2018 — The Underground (feat. Hardwell)
- 2018 — Scarborough Fair
- 2018 — Trumpets (feat. Lady Bee)
- 2020 — Diamonds
- 2020 — Metaphor
- 2020 — Paul is Dead (feat. Scooter)
- 2023 — For Those About to Rave (feat. Scooter)

### Ремиксы
- 2010 — Goldfish — «This Is How It Goes» (Timmy Trumpet Remix)
- 2010 — P Money featuring David Dallas & Aaradhna — «Say Yeah» (Timmy Trumpet Remix)
- 2010 — Radio Ink — «Wish You Were Here» (Timmy Trumpet Remix)
- 2011 — Potbelleez — «Midnight Midnight» (Timmy Trumpet Remix)
- 2011 — P Money featuring PNC, Vince Harder, Meryl Cassie & Mz J — «Dance with You» (Timmy Trumpet Remix)
- 2012 — Quintino & MOTi featuring Taylr Renee — «Dynamite» (Timmy Trumpet Remix)
- 2012 — Havana Brown — «Better Not Said» (Timmy Trumpet Remix)
- 2017 — Throttle — Baddest Behaviour (Timmy Trumpet Remix)